# 埃里克·兰德
埃里克·斯蒂芬·兰德（1957年2月3日—），美国生物学家，麻省理工学院教授、懷海德生物醫學研究所成员、麻省理工和哈佛布羅德研究所所長。他是人类基因组医学的参与者之一。

## 从政生涯
2021年1月15日，即将上任的美国总统乔·拜登提名兰德为美国科学和技术政策办公室主任，并把这个职位提升到了总统内阁级别。
2021年底，白宫在收到投诉后对其进行了为期两个月的内部调查，显示兰德在任期内“欺凌和贬低下属”，违反了工作场所方针。兰德以电子邮件向全体员工道歉，承认自己的交流方式不尊重和贬低了他人，并在2022年2月7日宣布辞职。辞职自2月18日起生效。